# Яспер Пяякконен
Яспер Пяякконен (фін. Jasper Pääkkönen, нар. 15 липня 1980, Гельсінкі) - фінський актор.

## Біографія

### Рання життя
Пяякконен народився в Гельсінкі в родині актора Сеппо Пяякконен і Вирва Хавелін .

### Кар'єра
За оцінкою фінського таблоїда IltaSanomat Пяякконен є «найприбутковішим кіноактором в Фінляндії» , зігравши в багатьох касових фільмах, які займали перший рядок фінських зборів; серед цих хітів числиться фільм «Погані хлопці» (2003), який став найуспішнішим фінським фільмом. Серед інших хітів, в яких грав Пяккёнен значаться «Матті», «Вічна мерзлота», «Гола бухта» і «Герої полярного кола ». За роль у фільмі «Погані хлопці» він отримав премію Міжнародного незалежного кінофестивалю в Брюсселі за кращу чоловічу роль в 2003 році. Він також заслужив міжнародне визнання критиків: Майкл Гілтц з  Huffington Post  назвав актора «красивим і чарівним»  за роль в «Героїв полярного кола» , а Леслі Фелперін з  Variety  - «початківець трагік, яка демонструє вражаючий потенціал», за роль Матті Нюкянен в «Матті». У 2006 році Просування європейського кіно представило Пяккёнена як висхідну зірку Фінляндії на  Берлінському кінофестивалі.
У 2015 році Пяаккёнен приєднався до акторського складу четвертого сезону телесеріалу History Channel « Вікінги» в ролі Гальвдана Чорного.

### Особисте життя
У 2009 році Пяякконен разом з кінопродюсером Маркусом Селіним заснував Pokerisivut.com [Архівовано 12 квітня 2022 у Wayback Machine.] - журнал про покер. У 2010 році сайт був нагороджений в Лондоні як «Кращий партнерський проект».
Пяякконен є членом світової команди по нахлисту Vision та з'являвся в ТВ-шоу про нахлисті і на DVD виданнях як запрошена зірка.

## Фільмографія
| Рік       |   | Українська назва        | Оригінальна назва | Роль                         |
| --------- | - | ----------------------- | ----------------- | ---------------------------- |
| 1999—2002 | с | Таємні життя            | Salatut elämät    | Саку Салін (387 епізодів)    |
| 2012      | ф | Гола бухта              | Vuosaari          | Андерс                       |
| 2013      | ф | Левове серце            | Leijonasydän      | Гаррі                        |
| 2015—2020 | с | Вікінги                 | Vikings           | Гальвдан Чорний (4-6 сезони) |
| 2018      | ф | Чорний куклукскланівець | BlacKkKlansman    | Фелікс Кендріксон            |
| 2020      | ф | П'ятеро однієї крові    | Da 5 Bloods       | Ларрі Торн                   |
| 2021      | ф |                         | Omerta 6/12       | Макс Таннер                  |